# Livré-sur-Changeon

Livré-sur-Changeon este o comună în departamentul Ille-et-Vilaine, Franța. În 1 ianuarie 2022 avea o populație de 1.737 de locuitori.